# A Woman's Triumph
A Woman's Triumph er en amerikansk stumfilm fra 1914 af J. Searle Dawley.

## Medvirkende
- Laura Sawyer som Jeanie Deans.
- Betty Harte som Effie Deans.
- George Moss som David Deans.
- Hal Clarendon som Georgie Robertson.
- Wellington A. Playter som Reuben Butler.